# Александру-Влахуце (Вранча)
Александру-Влахуце (рум. Alexandru Vlahuță) — село у повіті Вранча в Румунії. Входить до складу комуни Думбревень.
Село розташоване на відстані 148 км на північний схід від Бухареста, 16 км на південний захід від Фокшан, 74 км на захід від Галаца, 116 км на схід від Брашова.

## Населення
За даними перепису населення 2002 року у селі проживали 88 осіб, усі — румуни. Усі жителі села рідною мовою назвали румунську.